# Plunkett Szent Olivér
Plunkett Szent Olivér (Loughcrew, 1629. november 1. – London, 1681. július 1.) Armagh római katolikus érseke és minden írek prímása. 
Nemes családból származott. Kezdetben a killeeni kastélyban nevelkedett és tanult. 1645-ben Rómába utazott és a római ír kollégiumban folytatta tanulmányait. 1654-ben pappá szentelték, és az ír püspökök képviselője lett Rómában. 1657-től a teológia professzoraként tevékenykedett, mivel a Cromwell folytatta katolikusüldözések miatt nem térhetett vissza hazájába. 1669-ben Gentben püspökké szentelték, és a következő években visszatért Írországba. Kiállt a lelkigondozás, a nevelés, és a rend megújulása érdekében.  
A jezsuita atyák segítségével Drogehdában katolikus iskolát nyitott. A katolicizmusellenes törvények miatt az 1672-es Test Act kihirdetését követően titokban kellett dolgoznia. 1679. december 6-án a feltételezett jezsuita összeesküvés résztvevőjeként letartóztatták, bebörtönözték és hitszegés vádjával bíróság elé állították. Először nem találták vétkesnek, de a második, gyorsított, eljárásjogi előírásokat mellőző eljárásban elítélték. Tyburben felakasztották és felnégyelték; ő volt az utolsó katolikus vértanú Angliában. 
1920-ban avatták boldoggá, majd 1975-ben szentté. Írországban a békéért imádkozók hatására "a béke és kiengesztelődés" védőszentje lett.

## Művei
- Ius primatiale: or the ancient right and preheminency of the See of Armagh asserted by O.P. Dublin, 1672
- The last speech and Confession of O.P. and also of Edward Fitz-Harris at their execution ar Tyburn, July 1, 1681. London, 1681
- Receuil des Mandements et des Lettres pastorales. 2 Bde. London, 1686
- The letters of Saint O.P. 1675-81. Archbishop of Armagh and Primate of All Ireland. Ed. by John Hanly. Dublin, 1979